# Ștefan Birtalan
Ştefan Birtalan (Jibou, 25 de setembro de 1948 – 27 de maio de 2024) foi um handebolista profissional, treinador e árbitro romeno, trés vezes medalhista olímpico.

## Títulos
- Liga Romena:
  - Campeão: 1970, 1971, 1972, 1973, 1974, 1975, 1976, 1977, 1979, 1980, 1981, 1982, 1983, 1984, 1985

- Copa da Romênia:
  - Campeão: 1981, 1985

- EHF Champions League:
  - Campeão: 1977[1]
  - Finalista: 1971[1]

- Campeonato Mundial:
  - Campeão: 1970, 1974[1]

- Jogos Olímpicos:
  - Prata: 1976[1]
  - Bronze: 1972, 1980[1]